# Dobrylas (gromada)
Dobrylas – dawna gromada, czyli najmniejsza jednostka podziału terytorialnego Polskiej Rzeczypospolitej Ludowej w latach 1954–1972.
Gromady, z gromadzkimi radami narodowymi (GRN) jako organami władzy najniższego stopnia na wsi, funkcjonowały od reformy reorganizującej administrację wiejską przeprowadzonej jesienią 1954 do momentu ich zniesienia z dniem 1 stycznia 1973, tym samym wypierając organizację gminną w latach 1954–1972.
Gromadę Dobrylas z siedzibą GRN w Dobrymlesie utworzono – jako jedną z 8759 gromad – w powiecie kolneńskim w woj. białostockim, na mocy uchwały nr 17/V WRN w Białymstoku z dnia 4 października 1954. W skład jednostki weszły obszary dotychczasowych gromad Dobrylas i Jurki ze zniesionej gminy Gawrychy oraz obszar dotychczasowej gromady Piasutno Żelazne ze zniesionej gminy Czerwone w tymże powiecie. Dla gromady ustalono 18 członków gromadzkiej rady narodowej.
31 grudnia 1959 do gromady Dobrylas przyłączono wieś Niksowizna ze zniesionej gromady Łosewo.
31 grudnia 1961 do gromady Dobrylas przyłączono wsie Poredy i Siwiki, kolonie Krasny Borek i Korwki oraz obszar lasów państwowych N-ctwa Nowogród obejmujący oddziały 32—34 ze zniesionej gromady Cieciory.
1 stycznia 1969 gromadę Dobrylas zniesiono, włączając jej obszar do gromad Zbójna (wsie Dobrylas, Jurki, Piasutno Żelazne, Poredy i Siwiki) i Kąty (wieś Niksowizna).